# Françoise Prévost (Tänzerin)

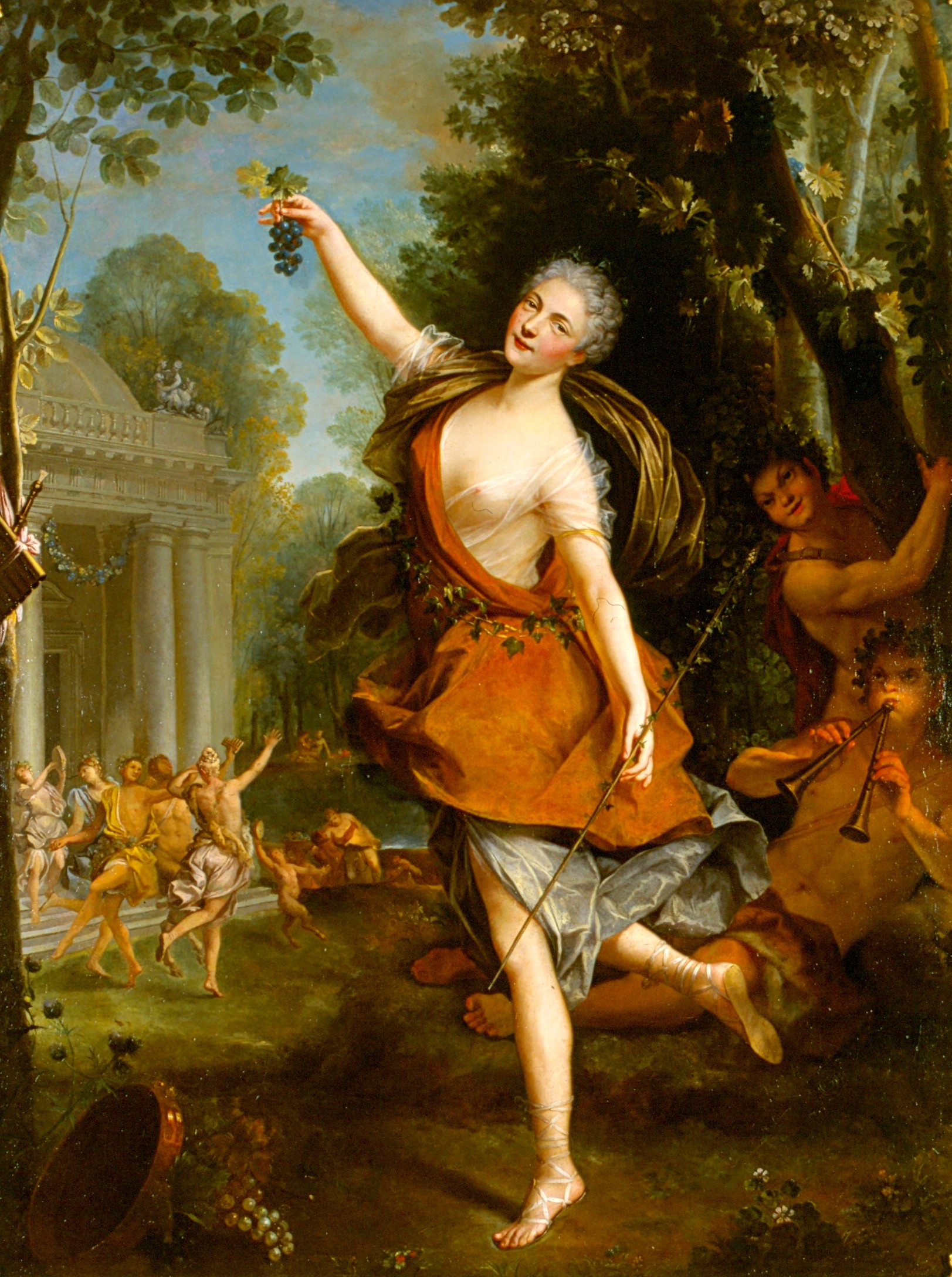
Mademoiselle Prévost als Bacchantin, Gemälde von Jean Raoux, ca. 1723

Françoise Prévost (* etwa 1680 vermutlich in Paris; † 1741 in Paris) war eine französische Tänzerin und Primaballerina
1699 debütierte sie in Jean-Baptiste Lullys Atys an der Pariser Oper. Über 30 Jahre galt sie als die erste Prima Ballerina ihres Landes. Ihr Stil war geprägt von außerordentlicher Grazie, Leichtigkeit und Ausdrucksfähigkeit. Ihr bevorzugter Partner war Claude Ballon. Sie gab zudem Unterricht an der Académie royale de danse. 1730 zog sie sich von der Bühne zurück.
| Personendaten    | Personendaten                       |
| ---------------- | ----------------------------------- |
| NAME             | Prévost, Françoise                  |
| KURZBESCHREIBUNG | Pariser Tänzerin und Primaballerina |
| GEBURTSDATUM     | um 1680                             |
| GEBURTSORT       | unsicher: Paris                     |
| STERBEDATUM      | 1741                                |
| STERBEORT        | Paris                               |